# Stencil

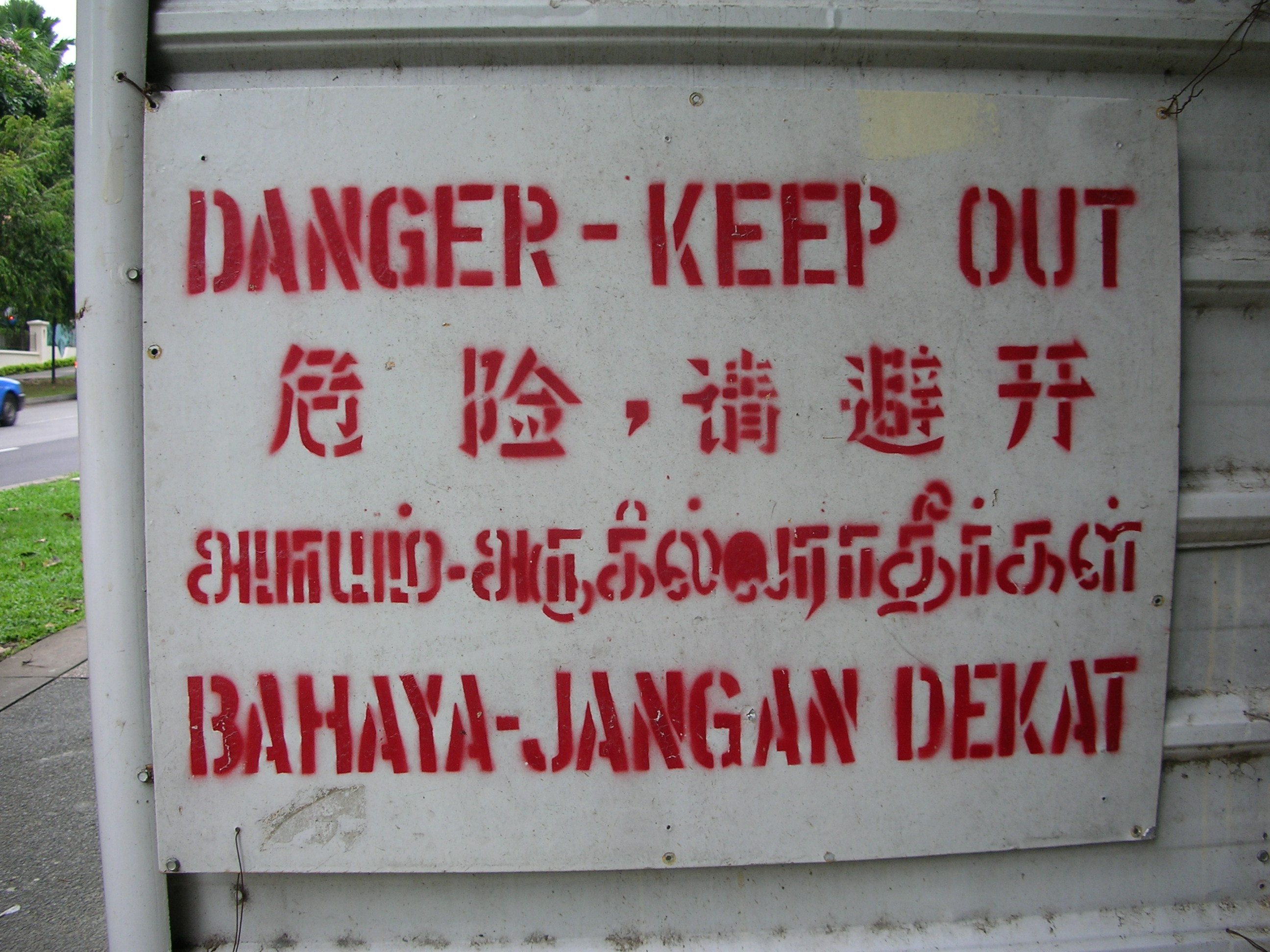
Un messaggio di pericolo scritto con stencil

New York. I graffiti in stencil hanno spesso messaggi politici.

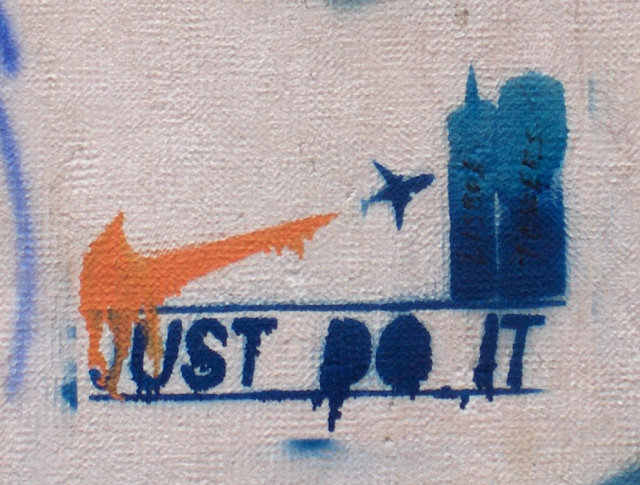
Un provocatorio stencil su un muro della città di Lisbona

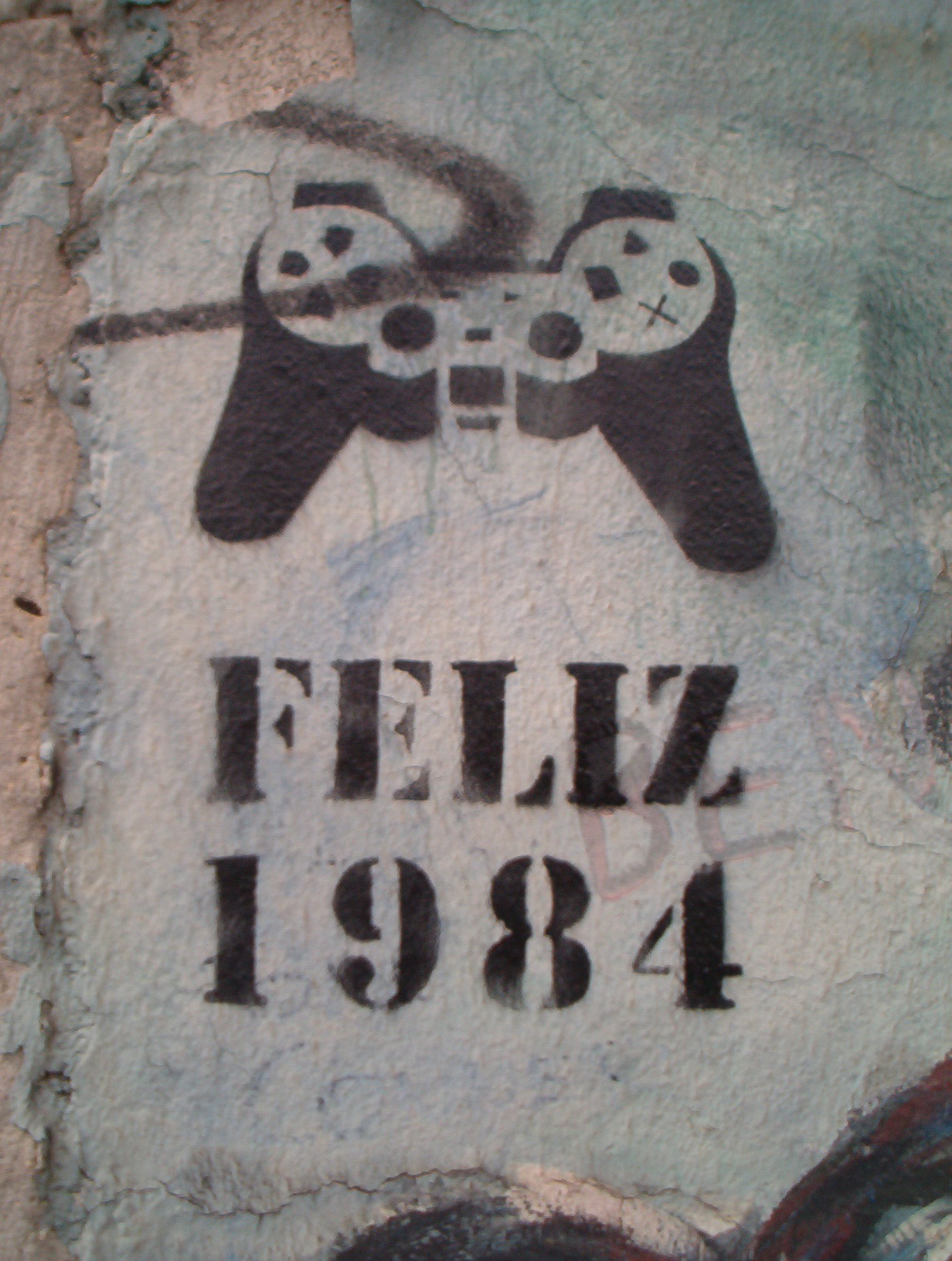
Stencil sul Muro di Berlino (2005)

Lo stencil è una maschera normografica che permette di riprodurre le stesse forme, simboli o lettere in serie.

## Tecnica
La maschera è realizzata tramite il taglio di alcune sezioni della superficie di un apposito materiale (ad esempio un foglio di cartoncino) per formare un negativo fisico dell'immagine che si vuole creare. Applicando della vernice o del pigmento sulla maschera, la forma ritagliata verrà impressa sulla superficie retrostante lo stencil, in quanto il colore passerà solo attraverso le sezioni asportate. In pratica, lo stencil è una maschera creata al fine di ricavare un profilo o una decorazione (su una superficie) in serie: la maschera serve per ricavare l'immagine "in positivo" sul mezzo che si vuole decorare.
Il principale limite dello stencil è il fatto che non permette la creazione di figure isolate all'interno dell'immagine. L'espediente a cui si deve ricorrere è l'uso di ponti che collegano la figura isolata al resto della maschera.
Ogni stencil permette di creare una forma di un unico colore, quindi per creare immagini a più colori è necessario creare una maschera appositamente realizzata per ogni colore che si vuole utilizzare, applicandole in fasi successive sulla stessa superficie. Questa tecnica di stampa con stencil è chiamata ciclostile.

## Utilizzi
La tecnica dello stencil, essendo molto economica e veloce, è largamente usata a scopo industriale e militare per identificare e catalogare oggetti, veicoli ecc. Lo stencil è utilizzato inoltre come decorazione, per esempio per decorare il muro di un'abitazione in alternativa all'uso degli wall sticker.
Lo stencil è diventato inoltre uno strumento fondamentale della street art.